# Bài ngoại

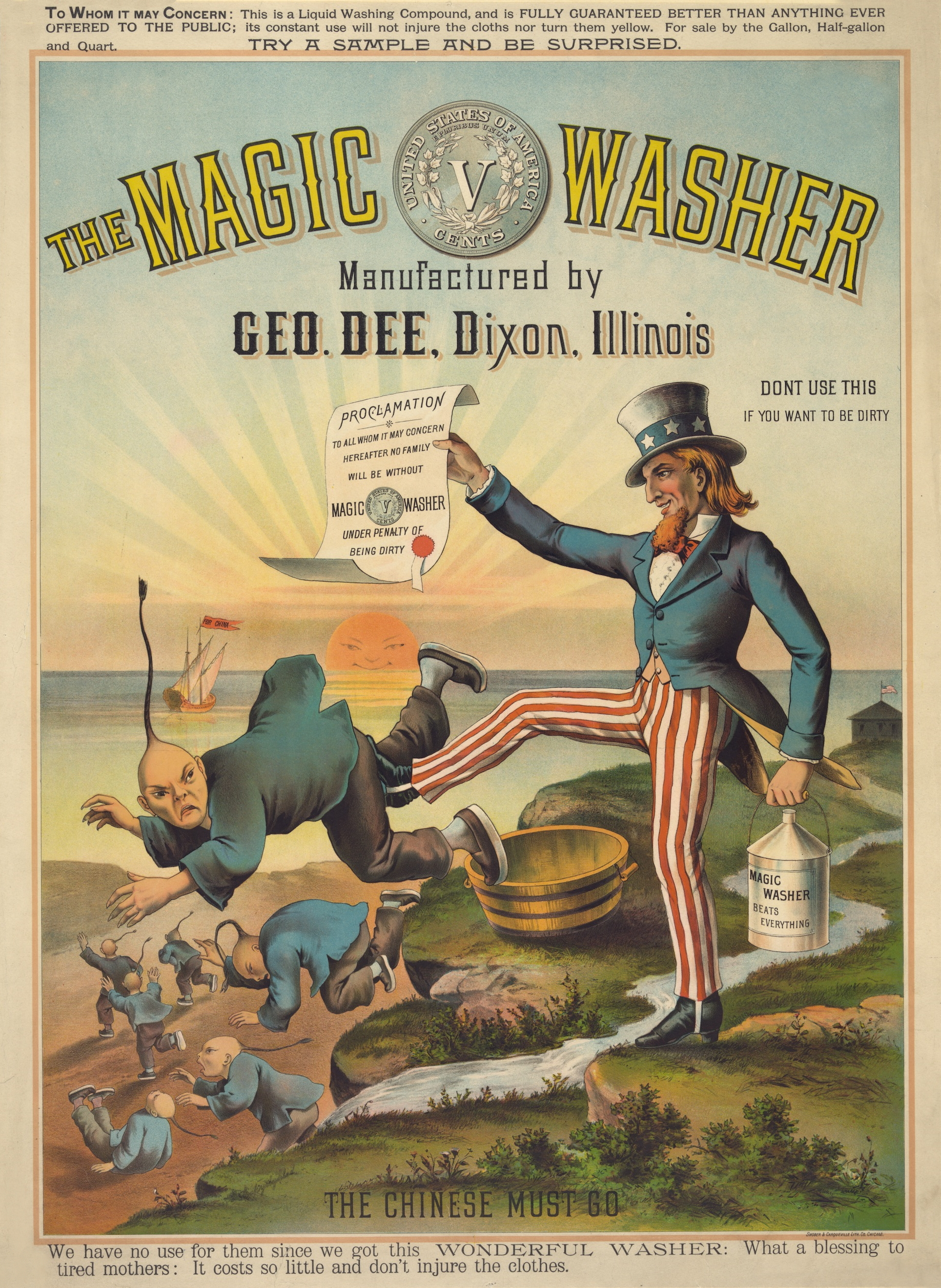
Tranh biếm họa chính trị ở Hoa Kỳ: Chú Sam tống khứ Chinaman, đề cập đến Đạo luật Loại trừ người Trung Quốc. Bức tranh được xuất bản vào thế kỷ 19.

Bài ngoại là sợ hãi hoặc không tin tưởng những người thuộc chủng tộc, sắc tộc, dân tộc khác với mình. Bài ngoại có thể biểu hiện nhiều cách qua mối quan hệ và nhận thức đối với các nhóm dân tộc khác, bao gồm lo sợ bị mất danh tính, nghi ngờ những người khác chủng tộc, xâm lược, hoặc thậm chí là loại bỏ nó để đảm bảo một sự thuần túy giả tưởng. Bài ngoại cũng có thể biểu hiện qua việc cho rằng "nền văn hóa của một dân tộc nào đó không văn minh", trong đó nó được cho là "không thực tế, rập khuôn và kỳ lạ".
Các thuật ngữ kỳ thị chủng tộc hay phân biệt chủng tộc đôi khi bị lẫn lộn và được sử dụng hoán đổi cho nhau vì những người có cùng nguồn gốc từ một quốc gia có thể thuộc cùng một chủng tộc. Do đó, bài ngoại thường được hiểu là phân biệt hoặc chống lại nền văn hóa ở nước ngoài. Bài ngoại (xenophobia) là một thuật ngữ chính trị và không được y học công nhận.

## Định nghĩa
Các từ điển định nghĩa "chủ nghĩa bài ngoại" như sau: "sự sợ hãi thái quá đối với người nước ngoài" (Từ điển tiếng Anh Oxford, OED); và "sự sợ hãi đối với người lạ" (Webster's). Từ này có nguồn gốc từ tiếng Hy Lạp cổ đại ξένος (xenos), có nghĩa là "lạ", "người nước ngoài", và φόβος (phobos), có nghĩa là "sợ hãi".
Theo định nghĩa của Andreas Wimmer, bài ngoại là "một phần của cuộc đấu tranh chính trị về quyền của người được nhà nước và xã hội chăm sóc: một cuộc chiến đấu cho các những người đứng đầu của nhà nước hiện đại". Nói cách khác, bài ngoại xuất hiện khi mọi người cảm thấy quyền của họ từ chính phủ đang bị lấy đi bởi người nước ngoài.

## Lịch sử
Một ví dụ điển hình của nền văn hóa phương Tây là sự ngược đãi của người Hy Lạp cổ đại với những người nước ngoài mà họ cho là "kẻ man rợ", niềm tin rằng nền văn hóa Hy Lạp cao hơn các nền văn hóa khác, và những "kẻ man rợ" bị bắt làm nô lệ. Người La Mã cổ đại cũng đã đưa ra những quan điểm cho rằng nền văn hóa của họ ưu thế hơn các nền văn hóa khác, như trong bài phát biểu của Manius Acilius: "Ở đó, bạn thấy người Macedonia, Thracians và Illyrians, tất cả các quốc gia ưa chiến tranh nhất, ở đây, ta thấy người Syria và người Hy Lạp châu Á, những người vô giá trị nhất trong nhân loại và sinh ra chỉ vì chế độ nô lệ."

## Biểu hiện

### Châu Á

#### Malaysia
Năm 2014, bang Penang đã tổ chức một cuộc trưng cầu dân ý cấm những người nước ngoài nấu các món ăn địa phương. Đầu bếp địa phương nổi tiếng, Redzuawan Ismail, đã chỉ trích luật này.

### Châu Phi

#### Nam Phi

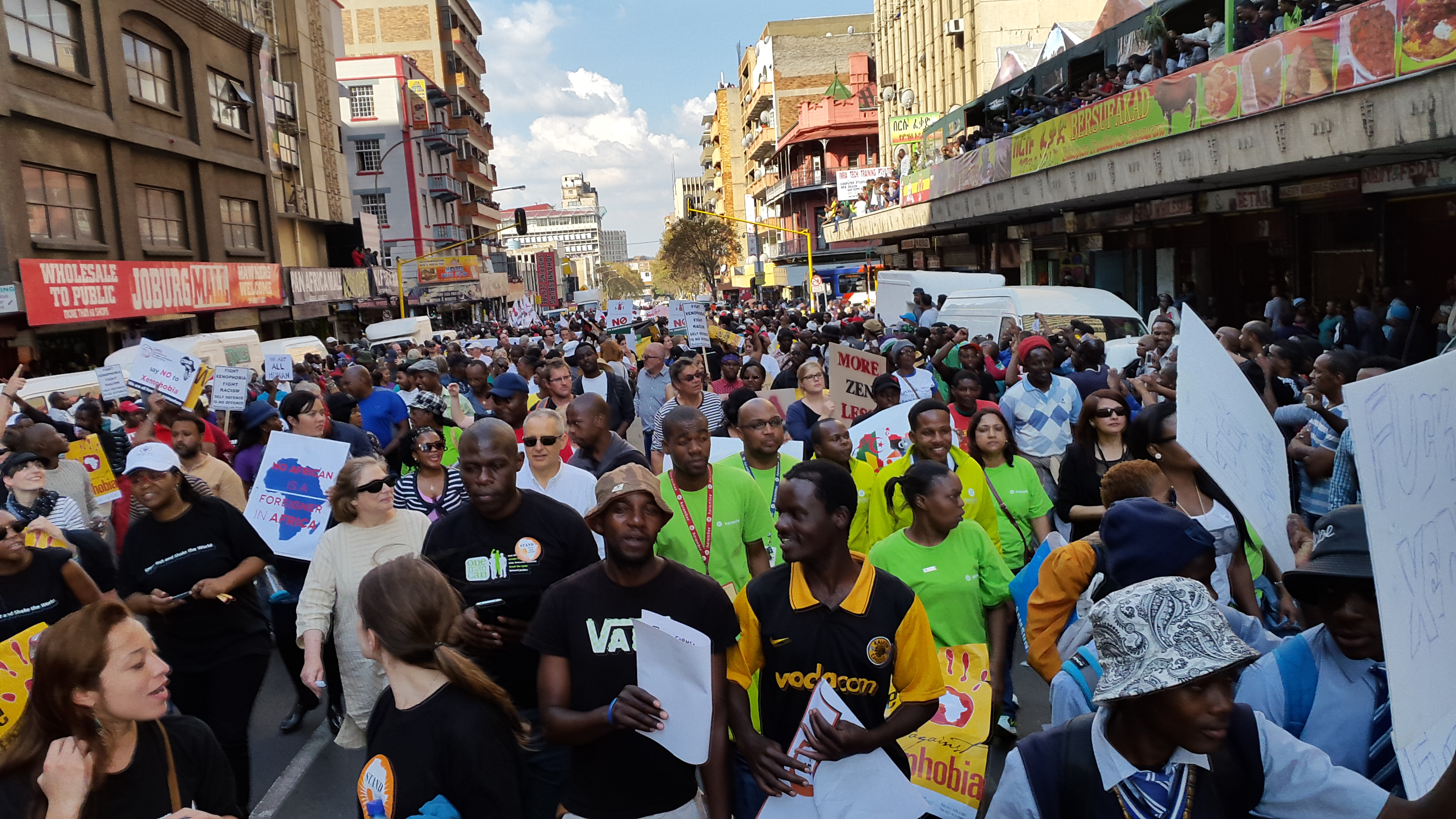
Biểu tình chống bài ngoại tại Nam Phi, 23 tháng 4 năm 2015

Bài ngoại đã xuất hiện ở Nam Phi từ khi vẫn còn chế độ apartheid và cả sau chế độ này. Sự thù địch giữa người Anh và người Boer càng trầm trọng hơn trong chiến tranh Boer thứ hai và những người Afrikan nghèo cướp phá các cửa hàng của người Anh. Nam Phi cũng thông qua nhiều đạo luật để ngăn chặn người Ấn Độ. Điều này có tác dụng ngăn chặn dân nhập cư Ấn Độ. Một đạo luật vào năm 1924 nhằm "tước đoạt quyền kinh doanh của người Ấn Độ trong thành phố".
Vào năm 1994 và 1995, các băng nhóm thanh niên vũ trang đã phá hủy nhà cửa của những người nước ngoài sống ở Johannesburg, yêu cầu cảnh sát làm việc đưa họ về nước. Năm 2008, một loạt các vụ tấn công bài ngoại xảy ra cũng tại Johannesburg. Người ta ước tính rằng hàng chục ngàn người di cư đã phải di dời đến nơi khác; tài sản, kinh doanh và nhà cửa bị cướp bóc rộng rãi. Số người chết sau cuộc tấn công là 56 người.
Năm 2015, một vụ tấn công khác xảy ra được ghi nhận rộng rãi trên toàn Nam Phi, chủ yếu nhắm đến những người Zimbabwe di dân. Vào ngày 20 tháng 4 năm 2015, 7 người đã chết và hơn 2000 người nước ngoài đã phải di dời.

### Châu Đại Dương

#### Úc
Cuộc bạo loạn Cronulla năm 2005 là kết quả của mối quan hệ căng thẳng giữa những người Úc da trắng và những người gốc Liban.